# البوذية في ميانمار

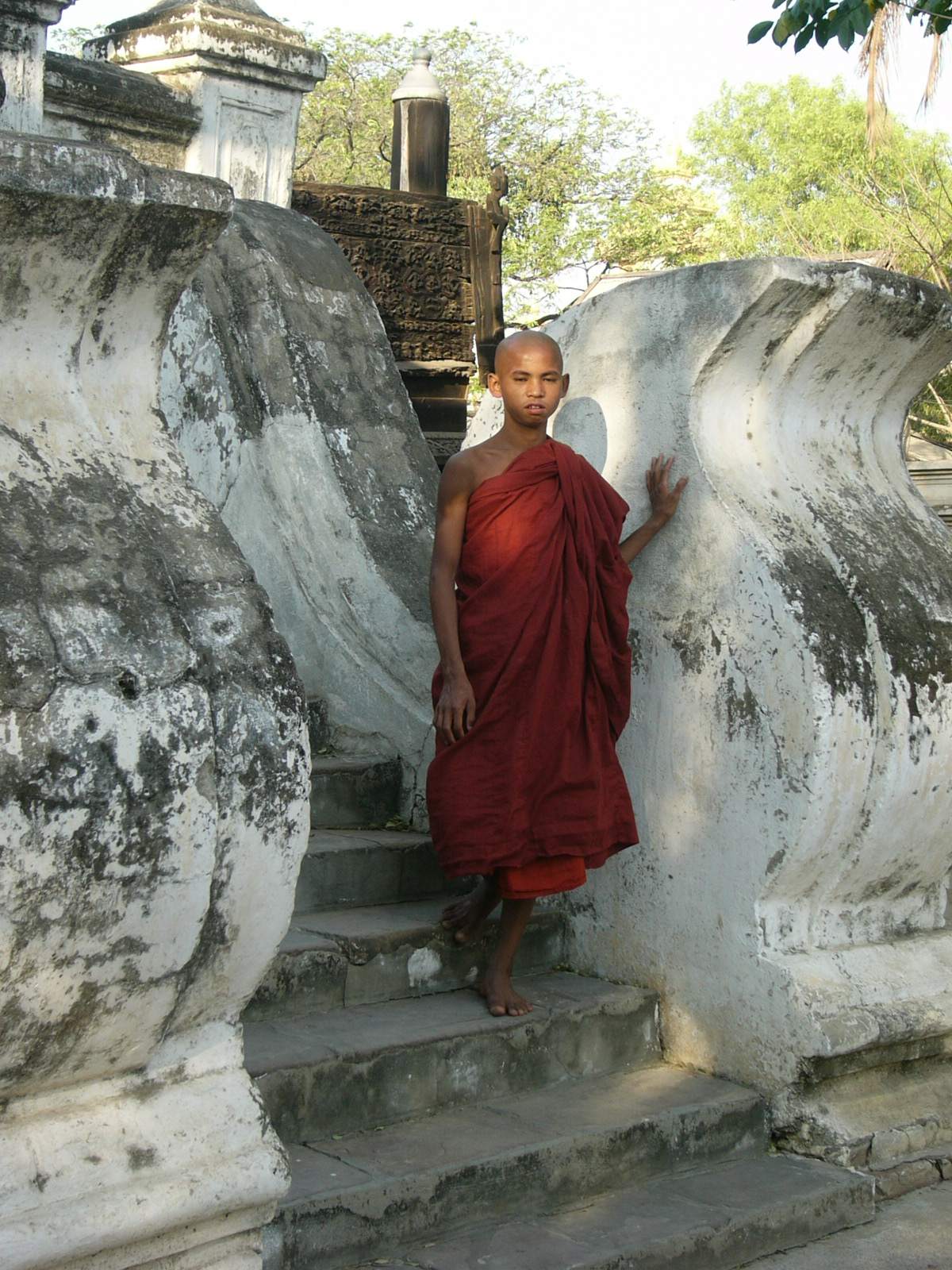

يتبع 90% من سكان البلاد البوذية، ويتبع أغلبهم مذهب التيرافادا البوذي. وهي الدولة البوذية الأكثر تدينًا من ناحية نسبة الرهبان في السكان ونسبة الدخل المنفقة على الدين. يرجح إيجاد أتباعها وسط شعب بامار المهيمن، والشان، والراخين، والمون، والكارين والصينيين الذين اندمجوا جيدًا في المجتمع البورمي. يعتبر الرهبان، المعروفون باسم سانغا، أعضاء موقرون في المجتمع البورمي. تمارس العديد من المجموعات العرقية في ميانمار، بما فيهم البرماويون والشان، بوذية تيرافادا إلى جانب عبادة نات، والتي تتضمن استرضاء الأرواح التي يمكنها التوسط في الشؤون الدنيوية.
أما بالنسبة للروتين اليومي للبوذيين في ميانمار، يوجد ممارستين شائعتين: صنع الفضيلة وفيباسانا. يعتبر مسار ويزا الأقل شعبية؛ وهو نوع باطني يرتبط إلى حد ما بالتطلع البوذي الذي يتضمن التنجيم. يُعد صنع الفضيلة المسار الأكثر شيوعًا الذي يقوم به البوذيون البورميون. يتطلب هذا المسار الالتزام بالمبادئ الخمسة وتجميع الفضائل الصالحة من خلال الصدقات والأعمال الصالحة (دانا) للحصول على ولادة جديدة مرضية. يعد مسار فيباسانا، الذي اكتسب شعبية منذ أوائل القرن العشرين، شكلاً من أشكال التأمل المعرفي الذي يُعتقد أنه يؤدي إلى التنوير. يُعتبر مسار ويزا نظامًا باطنيًا من ممارسات التنجيم (مثل تلاوة التعاويذ والسماثا والخيمياء) يُعتقد أنها تؤدي إلى العيش كويزا (تُلفظ أيضًا ويكزا)، وهو كائن شبه خالد وخارق للطبيعة ينتظر ظهور بوذا المستقبلي، مايتريا (أرميتايا).

## المذاهب
تعتبر ثقافة ميانمار مرادفة للبوذية. توجد العديد من المهرجانات البورمية طوال العام، يتعلق معظمها بالبوذية. تعود أصول رأس السنة البورمية، ثينغيان، المعروف أيضًا باسم مهرجان المياه، إلى الهندوسية، ولكنه يعد أيضًا وقتًا يحتفل فيه العديد من الصبية البورميين بشينبيو، وهي طقوس خاصة للعبور يدخل من خلالها الصبي إلى الكيونغ لفترة قصيرة كسامانيرا.

### التبجيل
يحتوي المنزل البوذي البورمي على مذبح أو ضريح لبوذا، مع صورة واحدة على الأقل مخصصة لغوتاما بوذا. توضع صورة بوذا عادةً على «عرش» يسمى غو بالين.
قبل استخدام تمثال بوذا للتبجيل في المنزل، يجب تقديسه رسميًا، في طقوس تسمى بوذابيسيكا أو آناي غازا تين. يؤدي راهب بوذي هذا التقديس، ويتلو أنيكا جاتي سامسارم (تترجم إلى «عبر دورة الولادات التي طفتها)، وهي الآية 153 من دهامابادا (توجد في الفصل الحادي عشر).
تقام طقوس التقديس، التي يمكن أن تستمر بضع ساعات، في الصباح وتتكون من أربعة أجزاء أساسية:
1. تقديم القرابين (الشموع، والزهور، والبخور والرايات) لبوذا.
2. ترديد الباريتا (عادة مانالغا سوتا، ميتا سوتا، راتانا سوتا، بوبهانا سوتا)
3. تلاوة أنيكا جاتي سامسارم
4. تلاوة النيدانات الإثني عشر

يُعتقد أن طقوس التقديس تضفي صفة مقدسة على صورة بوذا يمكنها حماية المنزل والمناطق المحيطة به من سوء الحظ وتُجسد قوى بوذا رمزيًا.

### شينبيو
يعد التأكد من انتساب الأبناء إلى سانغا البوذية من أهم واجبات الآباء البورميين، ويكون ذلك من خلال أداء مراسم شينبيو عند بلوغهم سن السابعة أو أكثر. يتبع موكب واحتفال رمزي لتبادل الملابس الأميرية بزي الزاهد مثال غوتاما بوذا. الذي يُولد أميرًا ملكيًا يُدعى سيدهارتا غوتاما، لكنه يترك قصره على صهوة حصانه ويتبعه مرافقه المخلص تشاندا بعد أن اكتشف أن الحياة تتكون من المعاناة (دوكخا) وأن فكرة الذات هي مجرد وهم (أناتا)، في اليوم الذي رأى فيه «العلامات الأربع الكبرى» -الهرم، والمرض، والموت، والزهد- في الحدائق الملكية.
يُطلب من جميع البوذيين الحفاظ على التعاليم الخمسة الأساسية، ويتوقع أن يحافظ المبتدئون على التعاليم العشرة. يتوقع الآباء منهم البقاء في الكيونغ والاستغراق في تعاليم بوذا كأعضاء سانغا لمدة ثلاثة أشهر أو أكثر. تتاح لهم فرصة أخرى للانضمام إلى سانغا في سن العشرين، مع أخذ رسامة أوباسامبادا، ليصبحوا بيكو كاملي الرسامة، يحافظون على التعاليم الـ 227 من قواعد باتيموكا الرهبانية الكاملة أو وقد يظلون رهبانًا مدى الحياة.

### الأعياد البوذية
يصادف عيد ثينغيان عادةً في منتصف أبريل ويتصدر قائمة العطلات الرسمية في ميانمار. ويعتبر عيد فيساك، اكتمال القمر في مايو، الأكثر قداسة على الإطلاق إذ ولد بوذا، وأصبح مستنيرًا، ودخل بارينيبانا (توفي) في هذا اليوم. يُحتفل به عن طريق سقي شجرة بودي.
تصادف مهرجانات باغودا التي تقام في جميع أنحاء البلاد عادةً في أيام اكتمال القمر ويكون معظمها عند اكتمال القمر في تابونغ (فبراير/مارس) بما فيها باغودا شويداغون. فهي لا تجتذب حشود الحجاج من القريب والبعيد فحسب، غالبًا في قوافل عربات الثيران، بل تضاعف أيضًا معارض أسواق كبيرة، إذ يقيم التجار المحليين والمتجولين أكشاكهم ومتاجرهم وسط أكشاك الطعام والمطاعم والعروض المسرحية المجانية في الهواء الطلق وكذلك قاعات المسرح.

### فاسا
تعتبر الفاسا أشهر الرياح الموسمية الثلاثة من منتصف يوليو إلى منتصف أكتوبر، وهي وقت ينشغل فيه الناس بحراثة أرضهم وزرع حقول الأرز ويبقى البيكو في الكيونغات. تُقدم أردية جديدة للبيكو في بداية الفاسا، وتحدد نهايتها بمهرجان ثادينيوت.
تقدم الأردية مرة أخرى بعد الحصاد في مهرجان كاثينا، المقام عادةً خلال أكتوبر أو نوفمبر. يُحتفل بأيام أوبوساتا عن طريق التزام الأشخاص العاديين بالتعاليم الثمانية في أثناء عيدي ثينغيان وفاسا وبينما يلتزم البوذيين المتدينين بها طوال السنة.
يبدي صغار الأسرة احترامًا للآباء والشيوخ أيضًا في بداية ونهاية الصوم الكبير، متبعين التقاليد التي أسسها بوذا نفسه. إذ صعد بوذا في أثناء الفاسا إلى جنة تافاتيمسا ليلقي عظة، كامتنان، لوالدته، التي أصبحت ديفا، ورُحب بعودته إلى الأرض مع مهرجان الأضواء الكبير. يتلقى المعلمون نفس الاحترام، وهو تقليد بدأته المدارس الوطنية التي تأسست في تحدٍ للإدارة الاستعمارية واستمرت بعد الاستقلال كمدارس حكومية.
لا تقام مراسم الزفاف – لا علاقة لها بالدين ولا يقوم بها لسانغا – خلال أشهر الفاسا الثلاثة، تؤدي هذه العادة إلى إقامة سلسلة من الأعراس بعد ثادينيوت أو وا كيوت، التي ينتظرها الشركاء بفارغ الصبر.

### التربية البوذية
يرسل التيرافادين أطفالهم إلى الكيونغ لتلقي التربية البوذي، ولتعلّم شريعة بالي، وقصة حياة غوتاما بوذا، وقصص جاتاكا الـ 550 – وأهمها التطويبات البوذية الـ 38 – بمجرد أن يتكون لديهم أساس جيد للمهارات الثلاث (القراءة والكتابة والحساب). كان الرهبان هم المعلمين التقليديين للصغار والكبار على حد سواء حتى ظهرت المدارس العلمانية والتبشيرية خلال الإدارة الاستعمارية البريطانية.
أُعيد إحياء المدارس الرهبانية منذ التسعينيات مع تفاقم الأزمة الاقتصادية. جدد أطفال الأسر الفقيرة، التي لا تستطيع تحمل الرسوم والزي المدرسي والكتب، المطالبة بتعليم رهباني مجاني، وتستفيد مجموعات الأقليات مثل شان والباو والبالونغ ولاهو وواو من هذا الإحياء.